# Christian Gotthold Neudecker
Johann Christian Gotthold Neudecker (auch Christian Neudecker; * 10. April 1807 in Gotha; † 11. Juli 1866 ebenda) war ein deutscher Kirchenhistoriker, Privatgelehrter und Pädagoge.

## Leben
Neudecker war Sohn eines Feldwebels in der Leibgarde des Gothaer Herzogs. Er besuchte ab 1816 das Gothaer Gymnasium illustre, das zu dieser Zeit in einem hervorragenden Ruf stand und an dem er unter anderen, neben dem Rektor Friedrich Wilhelm Döring auf die Professoren  Friedrich Jacobs, Johann Friedrich Salomon Kaltwasser, Valentin Rost, Christian Ferdinand Schulze oder Ernst Friedrich Wüstemann traf. Anschließend wechselte zu Ostern 1826 an die Universität Jena. Er studierte dort Theologie, Geschichtswissenschaft sowie Pädagogik und wurde 1829 zum Dr. phil. promoviert. 
Neudecker strebte zunächst eine Laufbahn als Hochschullehrer an und übersiedelte daher als Dozent nach Leipzig. Dieser Plan scheiterte allerdings an seiner unzureichenden finanziellen Ausstattung. Nach einer Studienreise durch Süddeutschland und Frankreich ließ er sich als Hauslehrer in Kassel nieder. Dort diente er im Haus der Gräfin Hessenstein. Nach einigen Jahren kehrte er jedoch in seine Heimatstadt zurück und betätigte sich als Privatgelehrter. In dieser Zeit lehnte er auch einen Ruf als Superintendent nach Altenburg ab.
Neudecker wurde im November 1842 unter dem Rektor Adolf Moritz Schulze Lehrer an den Gothaer Bürgerschulen, 1843 deren Konrektor. Nachdem Schulze nicht mehr die alleinige Leitung der Bürgerschulen innehaben wollte, wurde Neudecker zum zweiten Rektor ernannt. Nach dem Weggang Schulzes 1860 übernahm er vollständig den Posten des Rektors und hatte diesen bis zu seinem Tod inne. Neudecker setzte die Umgestaltung des Gothaer Schulwesens, die Schulze begonnen hatte, fort und besuchte dazu im Auftrag des herzoglichen Ministeriums die Musterschule in Frankfurt am Main. 
Neben seiner eigenen reichen schriftstellerischen Tätigkeit setzte er auch Werke anderer fort und besorgte Neuauflagen.

## Werke (Auswahl)
- Allgemeines Lexicon der Religions- u. christlichen Kirchengeschichte für alle Confessionen, 4 Bände und 1 Supplementband, Voigt, Ilmenau 1834–1837.
- Urkunden aus der Reformationszeit, Krieger, Kassel 1836.
- Merkwürdige Aktenstücke aus dem Zeitalter der Reformation, 2 Bände, Campe, Nürnberg 1838.
- Lehrbuch der historisch-kritischen Einleitung in das neue Testament, Breitkopf und Härtel, Leipzig 1840.
- Neue Beiträge zur Geschichte der Reformation, mit historisch-kritischen Anmerkungen, 2 Bände, Fleischer, Leipzig 1841.
- Geschichte des evangelischen Protestantismus in Deutschland für denkende und prüfende Christen, 2 Bände, Köhler, Leipzig 1844–1845.